# Distretto di Adachi
Il distretto di Adachi (安達郡, Adachi-gun?) è uno dei distretti della prefettura di Fukushima, in Giappone.
Attualmente fa parte del distretto solo il comune di Ōtama.
| Controllo di autorità | VIAF (EN) 259903186 · NDL (EN, JA) 00323406 |